# サイレントサイレンと。
『サイレントサイレンと。』は、2014年10月3日から12月19日まで福島放送（KFB）で毎週金曜24:20 - 24:35に放送されていたバラエティ番組。ガールズバンド・SILENT SIREN（当時の表記はSilent Siren）の地上波初冠番組。

## 概要
Silent Sirenが吉田菫の地元・福島県で様々な企画にチャレンジするバラエティ番組。地上波未放送部分を番組公式YouTubeで公開。
2014年12月19日放送分で番組の休止が発表されたが、2015年3月6日に30分スペシャルが放送された。

## 出演者
- 吉田菫
- 梅村妃奈子
- 山内あいな
- 黒坂優香子

## 放送リスト

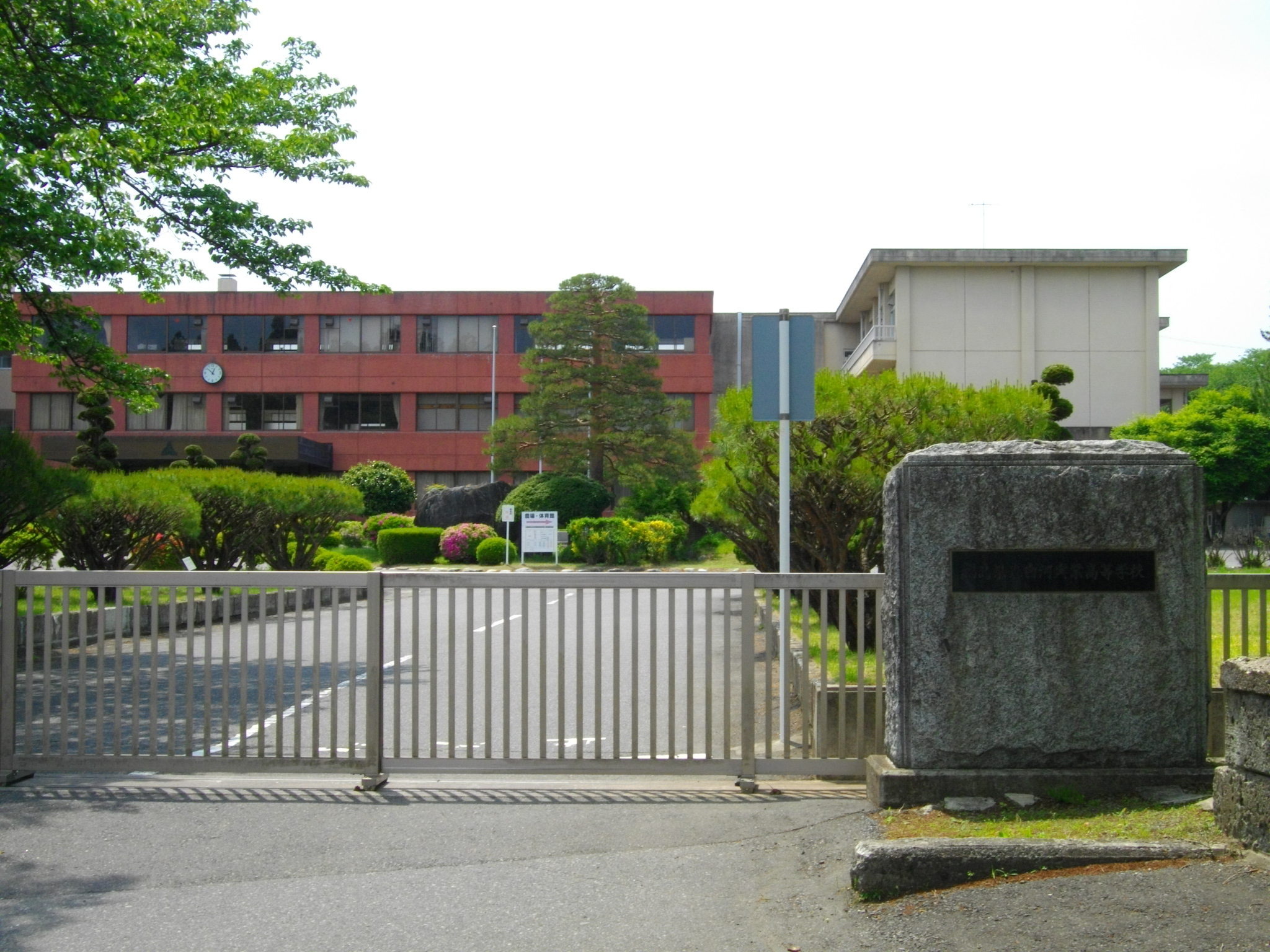
第1回目のロケ地・福島県立白河実業高等学校（福島県白河市）。メンバーの吉田菫の出身校である。

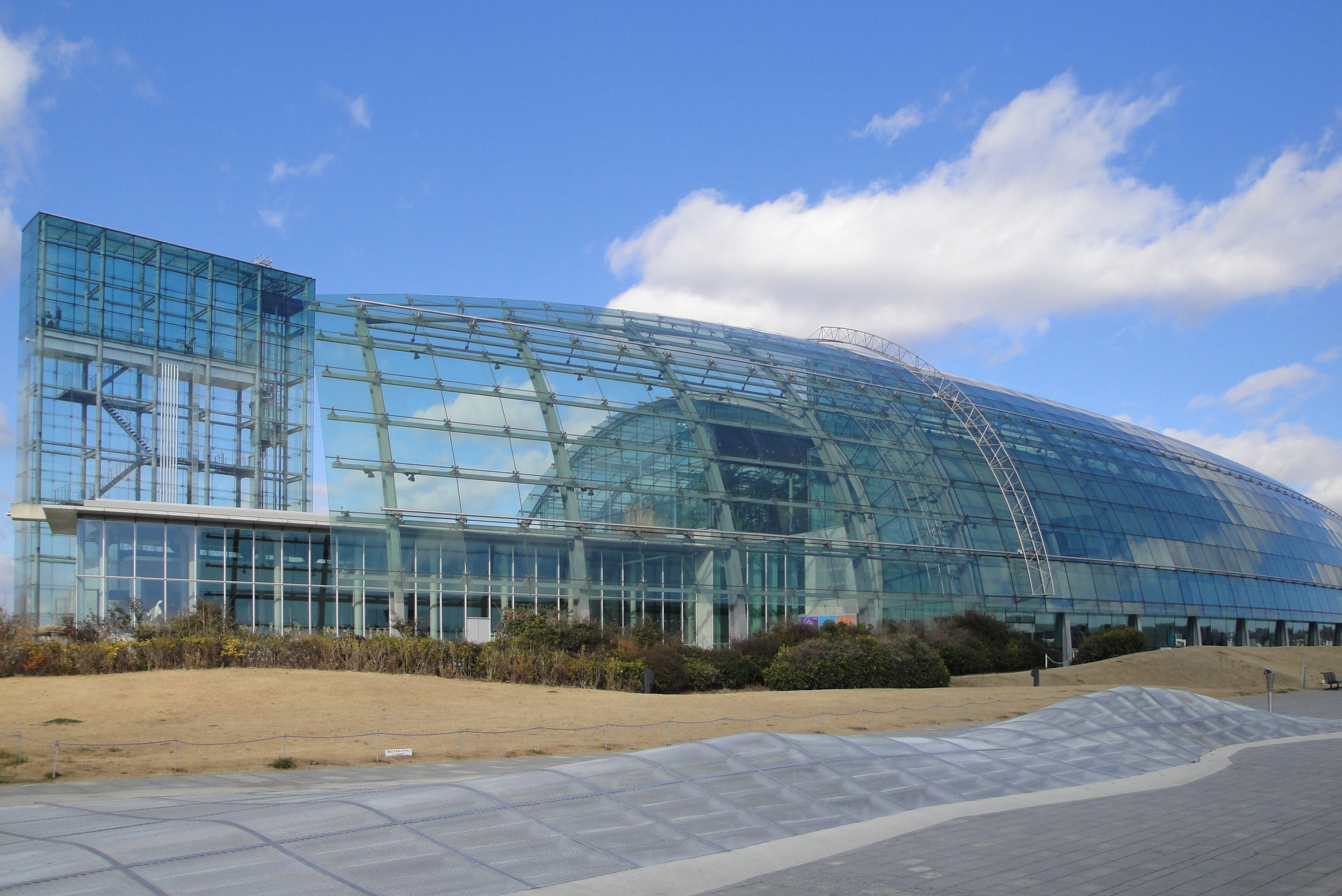
第7回目のロケ地・アクアマリンふくしま（福島県いわき市）

| 回 | 放送日         | 副題                                                   | ゲスト                           |
| -- | -------------- | ------------------------------------------------------ | -------------------------------- |
| 1  | 2014年10月3日  | サイレントサイレンと白河実業高校。                     | 白河実業高校の皆さん             |
| 2  | 2014年10月10日 | サイレントサイレンとすぅファミリー。                   | 吉田家の皆さん                   |
| 3  | 2014年10月17日 | サイレントサイレンとCOOKING。(あいにゃんvsすぅ)        | 本田よう一                       |
| 4  | 2014年10月24日 | サイレントサイレンとCOOKING。(ひなんちゅvsゆかるん)    | 本田よう一                       |
| 5  | 2014年10月31日 | サイレントサイレンとCOOKING。(決勝戦)                  | 本田よう一                       |
| 6  | 2014年11月7日  | サイレントサイレンとドッキリカメラ。                   | アルコ&ピース                    |
| 7  | 2014年11月14日 | サイレントサイレンと平子の部屋(前編)。                 | アルコ&ピース                    |
| 8  | 2014年11月21日 | サイレントサイレンと平子の部屋(後編)。                 | アルコ&ピース                    |
| 9  | 2014年11月28日 | サイレントサイレンとアクアマリンふくしま。             |                                  |
| 10 | 2014年12月5日  | サイレントサイレンと乗馬。                             |                                  |
| 11 | 2014年12月12日 | サイレントサイレンと郡山CLUB#9。                       |                                  |
| 12 | 2014年12月19日 | サイレントサイレンとビッグサプライズ！                 |                                  |
| SP | 2015年3月6日   | サイサイ武道館おつかれ企画！ゲレンデへGO！サイレンGO！ | 片山真人（福島放送アナウンサー） |

## スタッフ
- CAM:湯峯隆一、窪田絢江、五十嵐陽、三好陽人、中田季明
- AUD:神尾裕美、鈴木雄也、田原裕太、織部佳和、松本友弘、布川絵梨
- 車両:五十嵐喜代美
- タイトル:森野悟、金成幸映
- 広報:佐藤未佳、朱美善
- 編成:小林裕樹
- ナレーション&ディレクター:神保隼人
- 企画&演出&プロデューサー:三瓶祐毅
- 制作協力:トラストネットワーク
- 制作著作:福島放送

## 放送地域

### 制作局
- 福島放送　2014年10月3日 - 12月19日 毎週金曜 24:20 - 24:35

### ネット局
| 放送対象地域 | 放送局           | 系列           | 放送日時           | 放送期間         | 備考            |
| ------------ | ---------------- | -------------- | ------------------ | ---------------- | --------------- |
| 北海道       | 北海道テレビ放送 | テレビ朝日系列 | 木曜 25:20 - 25:35 | 2015年4月2日 -   |                 |
| 宮城県       | 東日本放送       | テレビ朝日系列 | 土曜 26:35 - 26:50 | 2014年10月4日 -  |                 |
| 山形県       | 山形テレビ       | テレビ朝日系列 | 日曜 25:28 - 25:43 | 2014年10月12日 - |                 |
| 新潟県       | 新潟テレビ21     | テレビ朝日系列 | 木曜 26:25 - 26:40 | 2014年10月9日 -  | 初回26:40       |
| 東京都       | TOKYO MX2        | 独立局         | 水曜 23:00 - 23:30 | 2015年1月7日 -   | 2回放送         |
| 静岡県       | 静岡朝日テレビ   | テレビ朝日系列 | 金曜 27:25 - 27:40 | 2014年10月9日 -  |                 |
| 広島県       | 広島ホームテレビ | テレビ朝日系列 | 水曜 26:21 - 26:51 | 2014年11月6日 -  | 2回放送         |
| 熊本県       | 熊本朝日放送     | テレビ朝日系列 | 木曜 25:45 - 26:00 | 2014年12月4日 -  | 毎月1・3・5木曜 |

### 一挙放送地域
- 愛媛朝日テレビ（愛媛県）：2014年12月26日27:20、27日28:00、28日26:07
- 北陸朝日放送（石川県）：2014年12月16日、23日、25日、28日、30日、2015年1月2日、3日
- 福島放送（福島県）：2014年12月26日25:20 - 26:50、27日25:35 - 27:05

### SP放送地域
- 福島放送（福島県）　2015年3月6日(金)  24:20 - 24:50
- 鹿児島放送（鹿児島県）　2015年3月22日(日)  26:15 - 26:45
- 静岡朝日テレビ（静岡県）　2015年4月3日(金)  27:25 - 27:55
- 東日本放送（宮城県）　2015年4月4日(土)  26:30 - 27:00
- 山形テレビ（山形県）　2015年12月22日(火)  24:50 - 25:20